# Campana (araldica)
La campana è simbolo di chiara fama e vocazione allo stato religioso.

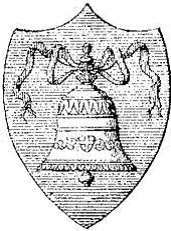
campana d'oro (stemma del distretto di Buda-Kašalëva, Bielorussia)
Campana d'oro (Triesenberg, Liechtenstein)
Campana coronata d'oro (Kuorevesi, Finlandia)
Partito d'oro e d'azzurro, alla campana di cenerino
Campana di cenerino (stemma di Avegno)

## Attributi araldici
- battagliata quando il batacchio è di smalto diverso.